# Xích Thủy
Xích Thủy (tiếng Trung: 赤水市, bính âm: Chìshuǐ Shì) là một thành phố cấp huyện tại địa cấp thị Tuân Nghĩa, Quý Châu, Cộng hòa Nhân dân Trung Hoa. Thành phố này có diện tích 1801 km2, dân số 290.330 người, mã số bưu chính là 564700.

## Các đơn vị hành chính
Xích Thủy có các đơn vị hành chính trực thuộc sau: 9 trấn, 5 hương và 3 nhai đạo biện sự xứ, 100 thôn hành chính.